# Spaanse verovering van Oran (1509)
De Spaanse verovering van Oran door het Spaanse rijk vond plaats in mei 1509, toen een leger onder leiding van Pedro Navarro namens de kardinaal Cisneros de Noord-Afrikaanse stad veroverde, die werd gecontroleerd door de Zianiden.
Een vloot verliet de haven van Cartagena op 16 mei en zeilde richting Mers el-Kebir, een stad in de buurt van Oran die al (sinds 1505) onder Spaanse controle stond. De vloot had 80 naos en 10 galeien, plus extra kleine boten. Ze vervoerden ongeveer 8.000-12.000 infanteristen en 3.000-4.000 cavaleristen. Het leger bracht de nacht van 17 mei door in Mers el Kebir. De Spaanse kruisvaarders bestormden de stad Oran, toen onderdeel van het koninkrijk Tlemcen, en combineerden het gebruik van de vloot met een grondaanval op 18 mei. Na het doorbreken van de muren van de stad waren er aan de aanvallende kant minder dan 30 slachtoffers, terwijl er bij de 12.000 verdedigers 4.000 slachtoffers vielen.
Op 20 mei trok Cisneros de veroverde stad binnen.
De stad bleef een deel van het Spaanse rijk tot 1708, toen het werd ingenomen door de Ottomaanse Bey van Algiers die profiteerde van de Spaanse Successieoorlog. De stad werd opnieuw veroverd door de Spanjaarden in 1732. Na de aardbeving van 1790 verlieten ze Oran en Mers el-Kebir in 1792.